# Vourles
Vourles é uma comuna francesa na região administrativa de Auvérnia-Ródano-Alpes, no departamento do Ródano. Estende-se por uma área de 5.6 km². Em 2010 a comuna tinha 3 492 habitantes (densidade: 623,6 hab./km²).